# Carte de bucate

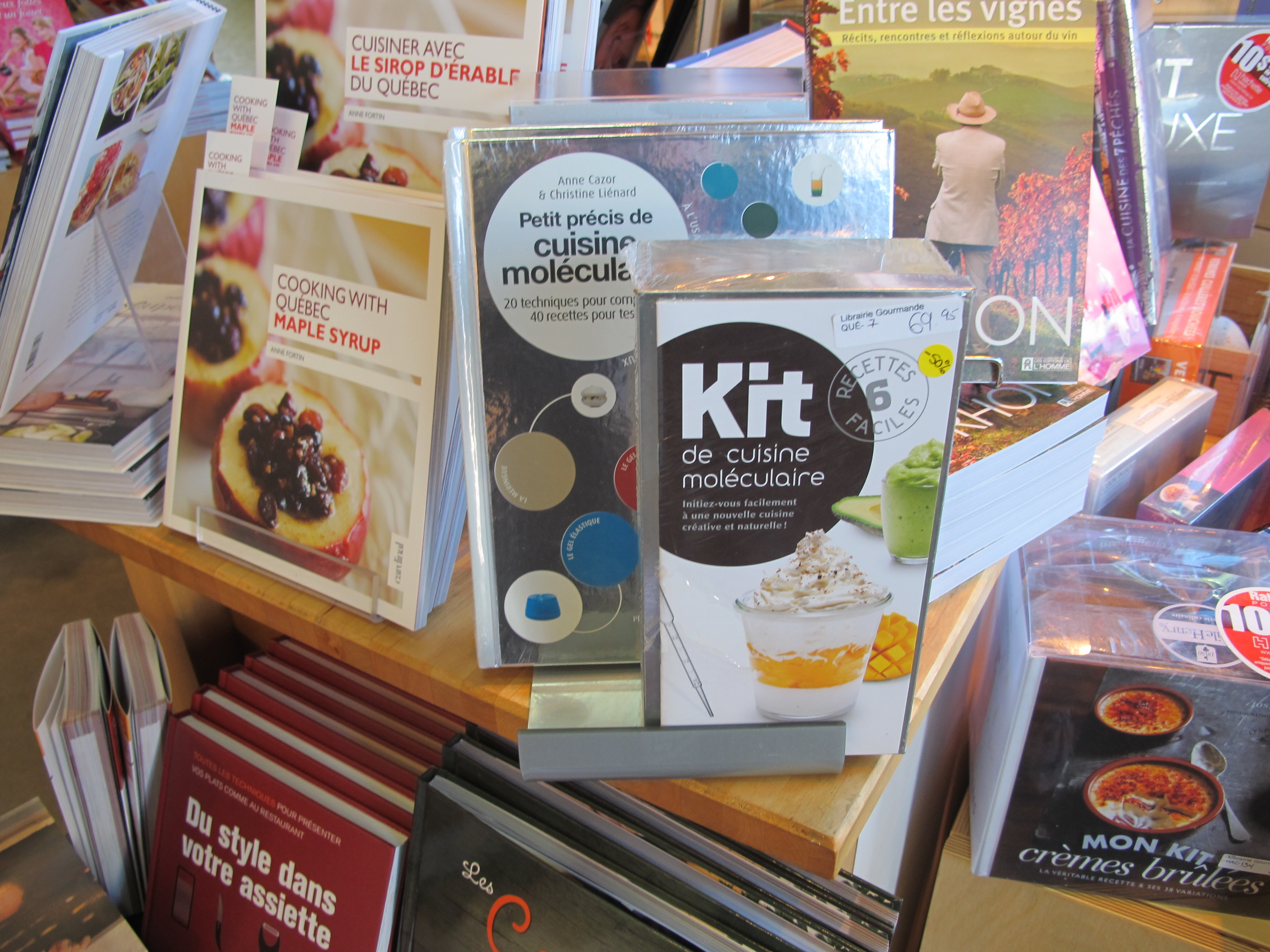
Mai multe cărți de bucate pentru bucătăria moleculară

O carte de bucate este o carte care conține o colecție de rețete culinare.
Cărțile de bucate recente cuprind ilustrații colorate și sfaturi privind cumpărarea ingredientelor de calitate sau cu ce alte ingrediente pot fi înlocuite. Acestea mai pot cuprinde tehnici de gătit acasă și rețete sau comentarii din partea bucătarilor cunoscuți. Printre bucătarii cunoscuți care au scris cărți de bucate se numără: Delia Smith, Julia Child, Jamie Oliver, James Beard, Nigella Lawson, Edouard de Pomiane, Jeff Smith, Emeril Lagasse, Claudia Roden, Madhur Jaffrey, Katsuyo Kobayashi și Apicius, care a scris cea mai veche carte de bucate cunoscută, "De re coquinaria".
Prima carte de bucate tipărită în limba română este "200 rețete cercate de bucate, prăjituri și alte trebi gospodărești" de Costache Negruzzi și Mihail Kogălniceanu (Iași, 1841).

## Cărți de bucate românești
- "200 rețete cercate de bucate, prăjituri și alte trebi gospodărești" de Costache Negruzzi, Mihail Kogălniceanu, Cantora Foiei Sătești, Iași - 1841
- "Carte de bucate", de Sanda Marin
- "Carte de bucate", de Silvia Jurcovan
- "Carte regală de bucate", de Principesa Margareta a României
- "De re culinaria", de Păstorel Teodoreanu
- "Dictatura Gastronomică, 1.501 feluri de mâncare", de Constantin Bacalbașa
- "Poveștile bucătăriei românești", Radu Anton Roman

## Alte cărți de bucate tipărite în România și Țările Române
- Rețete cercate în număr de 500 din bucătăria cea mare a lui Robert, întâiul bucătar al curții Franției, potrivit pentru toate stările, traducere din franceză, semnătura postelnicului Manolachi Drăghici, Iași, 1846
- Carte de bucate pentru bună menageră, de Dr. Ecaterina S. Comșa, București
- Carte de bucate, D-na A. Petrini, București, 1926
- Bucate din bătrâni. Frazeologie și cultură românească, de Petronela Savin
- Cărticica meseriei de bucătar. Cartea de bucate de la Cluj, tipărită în 1695
- Cartea de bucate pentru prieteni și familie, de Dan Silviu Boerescu - Ainsley Harriott, 2011
- Carte de bucate boierești, de Costache Negruzzi, Mihail Kogălniceanu, reeditare
- Muntenia și Moldova: Bucate tradiționale românești, de Radu Anton Roman;
- Carte de bucate "Florica", doamna AUGUSTA SARARIU, 1934, Oradea
- Bucate, vinuri și obiceiuri românești, de Radu Anton Roman, 2001
- Carte de bucate, Liliana Podoleanu, 1985
- "Carte de bucate", Nicolae Olexiuc, 2004
- "Trei secole de gastronomie românească. De la muhalebiu și schembea la volovan și galantină", de Daniela Ulieriu, Doina Popescu
- "Carte de bucate", de Gabrielle Tăzlăuanu
- Preparate din arta culinară, de Iosif Strasman, Ion Radu
- Carte de bucate, de Rada Nicolae și Maria Iliescu (1.360 REȚETE), 1965
- Carte de bucate. Coprinde 190 rățete de bucate, prăjituri, creme, spume, jalatine, înghețate și cum se păstrează lucruri pentru iarnă. Toate alese și încercate de O Prietină a tutulor femeilor celor casnice, de Maria Maurer, tipărită cu cheltueala lui D.G. Ioanid. București: Tipografia lui Iosef Copainig, 1849. 90 p.
- Dictatura gastronomică. 1.501 feluri de mâncare, de Constantin Bacalbașa
- Carte de bucate, de Didi Balmez, 1992